# Johan Landsberg
Johan Landsberg (Stoccolma, 30 dicembre 1974) è un ex tennista svedese.

## Carriera
In carriera ha vinto 2 titoli di doppio. Nei tornei del Grande Slam ha ottenuto il suo miglior risultato raggiungendo i quarti di finale in doppio misto a Wimbledon nel 2002, in coppia con la connazionale Åsa Svensson.

## Statistiche

### Doppio

#### Vittorie (2)
| Numero | Anno              | Torneo                  | Superficie  | Compagno           | Avversari in finale                     | Punteggio      |
| 1.     | 14 febbraio 2000  | Open 13, Marsiglia      | Cemento     | Simon Aspelin      | Juan Ignacio Carrasco Jairo Velasco Jr. | 7-6, 6-4       |
| 2.     | 16 settembre 2001 | Romanian Open, Bucarest | Terra rossa | Aleksandar Kitinov | Pablo Albano Marc-Kevin Goellner        | 6-4, 6-7, 10-6 |

### Doppio

#### Finali perse (1)
| Numero | Anno            | Torneo               | Superficie | Compagno     | Avversari in finale          | Punteggio |
| 1.     | 4 febbraio 2001 | Milan Indoor, Milano | Sintetico  | Tom Vanhoudt | Paul Haarhuis Sjeng Schalken | 6-7, 6-7  |